# Alluvione del Rio Grande do Sul del 2024
Le inondazioni del Rio Grande do Sul nel 2024 si riferiscono alle inondazioni che si sono verificate nello Stato brasiliano del Rio Grande do Sul tra la fine di aprile e l'inizio di maggio del 2024. Il governo del Rio Grande do Sul ha definito la situazione "la più grande catastrofe climatica" nella storia dello Stato.
In diverse città, tra il 27 aprile e il 2 maggio, sono piovuti tra i 500 e i 700 mm, pari a un terzo della media storica delle precipitazioni di un intero anno, e in molte altre le precipitazioni sono state tra i 300 e i 400 mm. I dati dell'Istituto di Ricerca Idraulica (IPH) dell'Università Federale del Rio Grande do Sul (UFRGS) mostrano che le piogge di maggio hanno portato 14,2 trilioni di litri d'acqua nel lago Guaíba, un volume equivalente a quasi la metà del serbatoio della centrale idroelettrica di Itaipu. Le eccessive precipitazioni hanno interessato più del 60% del territorio dello Stato.
Il 3 maggio, l'inondazione del Guaíba, il lago che circonda la capitale Porto Alegre, ha raggiunto i 4,77 metri, superando l'inondazione storica del 1941. Il 5 maggio, il governo federale ha decretato lo stato di calamità pubblica. Il volume delle piogge di maggio ha superato tutti i record storici a Porto Alegre e Caxias do Sul. Nella capitale, la stazione meteorologica di riferimento convenzionale della città, situata nel quartiere Jardim Botânico, ha accumulato 539,9 mm, superando il record di 447,3 mm del settembre 2023. A Caxias do Sul, la stazione meteorologica ufficiale dell'INMET presso l'aeroporto regionale Hugo Cantergiani ha registrato un volume ancora maggiore, raggiungendo 845,3 mm.
Il 10 giugno, la Protezione Civile del Rio Grande do Sul ha contato 173 morti. In totale, 478 comuni del Rio Grande do Sul sono stati colpiti da inondazioni, crolli di barriere e frane. Circa 2,3 milioni di persone sono state colpite dalle piogge nelle regioni metropolitane di Central, Valleys, Serra e Porto Alegre, con più di 442.000 residenti che hanno dovuto abbandonare le loro case (circa 18.000 nei rifugi e 423.000 sfollati). Più di 640.000 case hanno subito l'interruzione dell'erogazione dell'acqua e più di 440.000 clienti sono rimasti senza elettricità. Ci sono stati decine di blocchi stradali sulle autostrade statali a causa di frane, inondazioni, distruzione della carreggiata o caduta di barriere e alberi. [La Confederazione Nazionale dei Comuni (CNM) ha stimato che le inondazioni hanno causato danni per 4,6 miliardi di reais, soprattutto nel settore abitativo, mentre la Confederazione Nazionale delle Compagnie di Assicurazione (CNseg) ha classificato la catastrofe come la più grande richiesta di risarcimento del settore assicurativo causata da un singolo evento nella storia del Brasile, con oltre 1,6 miliardi di reais di richieste di risarcimento presentate dagli assicurati entro il 27 maggio.

## Vittime
Il 10 giugno, la Protezione Civile di Rio Grande do Sul ha segnalato 173 morti. In totale, 478 comuni del Rio Grande do Sul sono stati colpiti da inondazioni, crolli di barriere e frane. Circa 2,3 milioni di persone sono state colpite dalle piogge nelle regioni centrali, delle Valli, della Serra e della Metropolitana di Porto Alegre, con più di 442.000 residenti che hanno dovuto abbandonare le loro case. La maggior parte dei decessi si sono registrati durante le inondazioni.
La maggior parte delle vittime confermate nelle inondazioni erano uomini di oltre 60 anni. Tra le vittime più giovani vi erano un bambino di un anno e una bambina di 6 mesi. La vittima più anziana è stata Catharina Rizzardo Bellé, di 100 anni, che ha avuto un malore improvviso durante i soccorsi. I comuni con il maggior numero di morti sono Canoas, seguito da Roca Sales, Cruzeiro do Sul, Caxias do Sul, Bento Gonçalves, São Leopoldo, Gramado, Santa Maria, Eldorado do Sul, Veranópolis e Porto Alegre, oltre ad altre 36 città che hanno registrato vittime.